# Måns Gahrton
Måns Gunnar Gahrton, född 7 mars 1961 i Lund, är en svensk författare. 
Han har bland annat skapat serier tillsammans med Johan Unenge.
Han är son till Gösta Gahrton, professor i medicin vid Karolinska Institutet, sonson till läkaren Arnold Gahrton, brorson till politikern Per Gahrton och far till skådespelaren Elmer Gahrton som bland annat medverkat i barnfilmen "Pagge och Tagge" 2009.